# Vera Fogwill
Vera Fogwill née le 28 novembre 1972 à Buenos Aires est une actrice, réalisatrice et scénariste argentine de cinéma et de télévision.

## Biographie
Sa mère Janin Demanet est une actrice. Son père est le sociologue Rodolfo Enrique Fogwill. Elle écrit sa première pièce de théâtre, à 17 ans. Elle commence sa carrière d'actrice à Hollywood. En 1996, elle joue dans le film musical de Madonna Evita. Elle joue au théâtre. Elle remporte de nombreux prix pour ses rôles
Elle réalise Las mantenidas sin sueños son premier film en 2005. Elle incarne une mère toxicomane.
En 2013, elle écrit son premier roman.
En 2022, elle réalise Conversaciones sobre el odio. Deux femmes proches de la mort, déversent leurs haines, évoquent les vielles rancunes et manipulations.

## Films
Actrice 
- Quién est Alejandro Chomski? court-métrage
- El censor, 1995
- Évita, 1996
- Buenos Aires Vice Versa, 1996
- Plaza de Almas, 1997
- Le Vent en emporte autant (El viento se llevó lo que), 1998
- Las mantenidas sin sueños, 2005
- Chili 672, 2006

Réalisation
- Les mantenidas sin sueños, 2005
- Conversaciones sobre el odio, 2022